# 包泽伟
包泽伟（1957年3月18日—），出生於江西九江，祖籍山东，中華人民共和國画家，从事油画创作。现为国家一级美术师、碩士生導師。

## 生平
包泽伟现为国家一级美术师，硕导，中国美术家协会会员、广东美术协会常务副会长、北京当代中国写意油画研究院理事，广东美协油画艺委会委员，广东油画学会常务理事，广东画院签约画家、澳门国际油画学会荣誉会长。

## 艺术特点
包泽伟的油画创作，其主要特点体现在三个方面：
一是强调造型艺术在作品中的形态表现力，视觉艺术的光色生动性；
二是强调作品题材的丰富性，画面意境的浪漫抒情和感染力；
三是强调绘画写意艺术的表现力和作品哲理性思考
 。

## 参展获奖
- 1999年 “第九届全国美术作品展览”《粤北风情》（油画）
- 2000年 “中国艺术大展”《卢园清韵》（油画）
- 2001年 《微风拂煦》（油画）获“中国油画大展”优秀奖
- 2002年 《西班牙广场》（油画）获“全国写生作品展”优秀奖
- 2004年 《莫斯科堡的回忆》（油画）获“第十届全国美展”优秀奖
- 2005年 《晴朗的易北河》（油画）获“风景·风情全国小幅油画展”优秀奖

## 主要论文
- “画情意趣·具象意象表现探索”、“写实与写意油画艺术研究”刊登在《美术观察》·国家级艺术类核心期刊

## 主要画集
- 《中国当代油画家·包泽伟画集》天津人民美术出版社[3]
- 《走进中国画坛名家·包泽伟油画篇》清华大学出版社[4]
- 《中国当代油画届领军人物·包泽伟油画集》上海人民美术出版社[5]
- 《中国油画巨匠·包泽伟》华夏出版社 [6]
- 《中国近现代名家作品选粹·包泽伟》人民美术出版社[2]
- 《百年油画·包泽伟作品集》北京大学出版社[7]

## 个人画展
包泽伟先后在国内外举办26次个人画展。先后赴美国、法国、德国、意大利、西班牙、比利时、荷兰、俄罗斯、英国等国考察研究油画艺术、美术博物馆、画廊及美术教育。